# Coptocephala longimaculata
Coptocephala longimaculata es un coleóptero de la familia Chrysomelidae.
Fue descrita científicamente en 2002 por Erber & Medvedev.